# توم ستيوارت لي
توم ستيوارت لي (بالإنجليزية: Tom Stewart Lee)‏ هو قاضي ومحامي أمريكي، ولد في 8 أبريل 1941 في جاكسون في الولايات المتحدة.